# Archibald (évêque de Moray)
Pour les articles homonymes, voir Archibald.
Archibald est un prélat écossais mort le 9 décembre 1298. Il est évêque de Moray de 1253 à sa mort.